# Lualaba
Lualaba je řeka v Demokratické republice Kongo. Je to horní tok řeky Kongo. Je největší zdrojnicí podle průtoku, nicméně podle délky toku je Chambeshi delší. Je 1800 km dlouhá.

## Průběh toku
Pramení poblíž Musofi v blízkosti Lubumbashi v provincii Katanga v nadmořské výšce 1400 m a teče na sever přes planinu Katanga, která přechází v planinu Manika s vodopády. Je pro ni charakteristické střídání úseků s peřejemi a rovných částí s klidným tokem. Nejprudší spád (475 m na 72 km) má v soutěsce Nzilo, kterou se prořezává skrze jižní výběžky pohoří Mitumba ke Kamalondo Trough. Od města Bukama teče řeka líně a silně meandruje po plochém dně propadliny Upemba, kde se nacházejí bažinatá jezera (Upemba, Kisale). Pod městem Kongolo si řeka vytvořila cestu přes krystalické horniny soutěskou Portes d'Enfer, přičemž vytváří peřeje a vodopády. Níže po toku následuje ještě několik skupin vodopádů a peřejí. Mezi městy Kindu a Ubundu řeka opět kladně teče v široké dolině. Nedaleko jižně od rovníku u Kisangani padá Boyomskými vodopády do Konžské pánve, kde oficiálně začíná řeka Kongo.

### Přítoky
Největší přítoky jsou Lowa, Ulindi, Luama, Lukuga, Lufira, Lubudi, Luvua.

## Využití
Na řece nedaleko vodopádů Nzilo byla vybudována přehradní nádrž Nzilo s vodní elektrárnou. Vodní doprava je možná od Bukamy v délce 640 km až ke Kongole. Dále je možná mezi Kasongo a Kibombo v délce 100 km